# Kiveri
Kiveri (griechisch Κιβέρι (n. sg.)), bis 1940 Kyveri (Κυβέρι), ist eine Kleinstadt von etwa 1000 Einwohnern der Gemeinde Argos-Mykene in der griechischen Region Peloponnes. Der Ort liegt in der Argolis an der Westküste des Argolischen Golfs gegenüber von Nafplio. Archäologische Ausgrabungen belegen, dass Kiveri und die nähere Umgebung seit dem 2. Jahrtausend v. Chr. besiedelt war. Die Gründung des heutigen Ortes Kiveri an der Küste geht auf das 17. Jahrhundert zurück. Allerdings existierte bereits im 15. Jahrhundert beim Kastro Kiveriou ein erster Vorgängerort. Haupteinnahmequelle der Einwohner ist die Landwirtschaft, insbesondere der Anbau von Zitrusfrüchten, hier speziell Orangen, sowie Oliven. Daneben gibt es in bescheidenem Umfang Fischfang. Der Tourismus spielt nur eine sehr untergeordnete Rolle.

## Lage

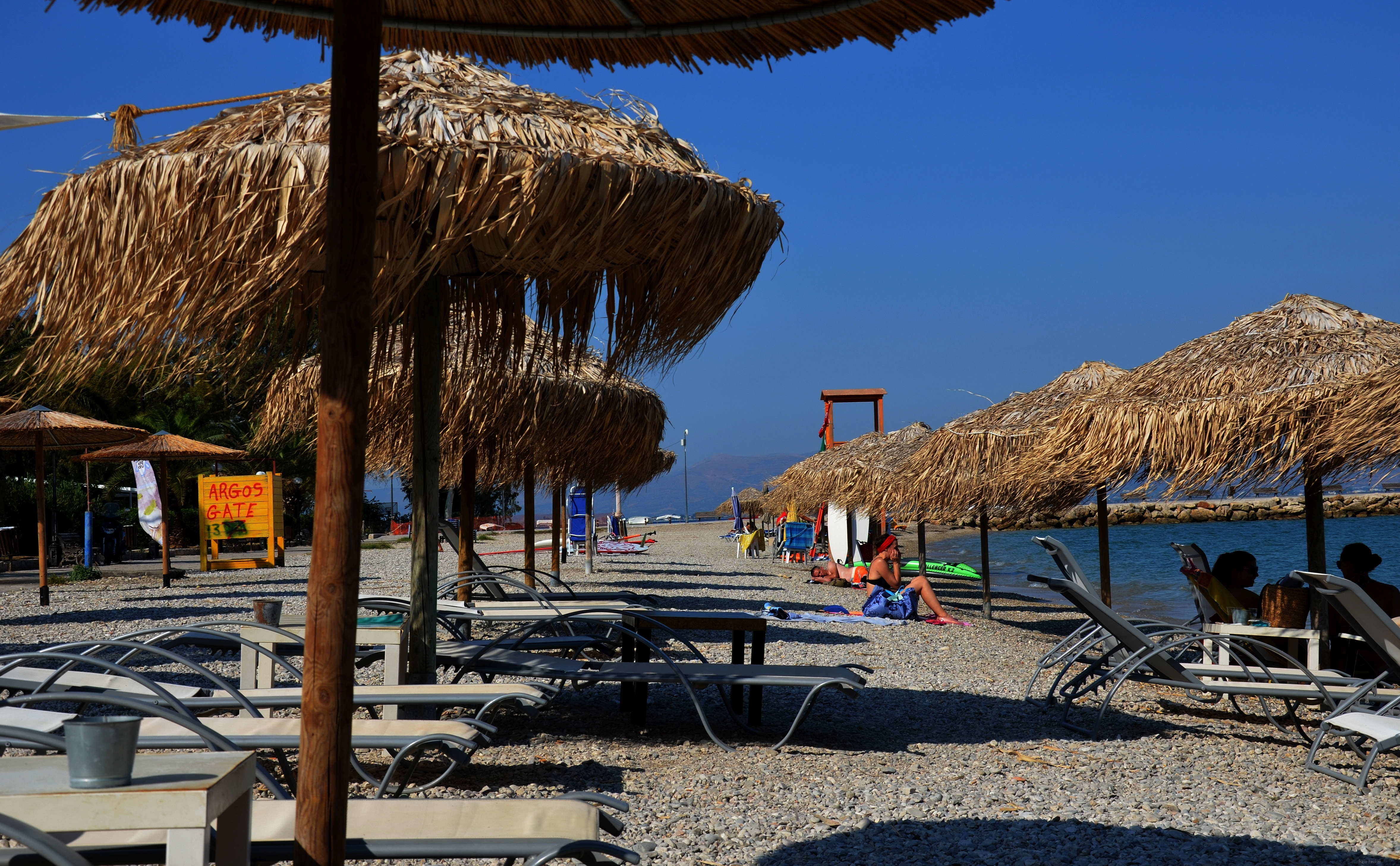
Strand von Kiveri

Kiveri liegt in der Gemeinde Argos-Mykene im Südwesten des Regionalbezirks Argolis an der Grenze zu Arkadien. Es wurde am Übergangsbereich einer fruchtbaren Ebene zu den nordöstlichen Ausläufern des Berges Zavitsa (Ζάβιτσα) erbaut. Der in Arkadien entspringende Trockenbach Xovrios (Ξοβριός) mündet unmittelbar nördlich der Wohnbebauung in den Argolischen Golf. Auf der gegenüberliegende Seite sowie westlich des Ortes grenzen umfangreiche landwirtschaftliche Nutzflächen an.

## Karstquelle
Knapp einen Kilometer südlich von Kiveri, aber schon zu Arkadien zählend, befindet sich an der Küste eine ergiebige unterseeische Karstquelle, als Anavalos Kiveriou oder Mikros Anavalos bekannt. Sie wurde Ende der 1960er-Jahre mit einer Mauer umschlossen, um so das Süßwasser für die Bewässerung der ausgedehnten Obstplantagen in der Ebene von Argos nutzen zu können. Es ist eine von mehreren Karstquellen an der Westküste des Argolischen Golfs oder auch in der fruchtbaren Ebene südlich von Argos, deren bekannteste die von Kefalari ist. Das hier zutage tretende Wasser stammt vom Argon Pedion der arkadischen Hochebene um Tripoli, von wo es unterirdisch durch Katavothren an die Küste gelangt.

## Geschichte und Archäologie
Alte Überlieferungen berichten, dass Kiveri um 1600 v. Chr. von einigen der ersten dorischen Einwanderer auf der Peloponnes gegründet wurde. Insbesondere besagt die Mythologie, dass Danaos, der legendäre Gründer der Stadt Argos, in dem kleinen Hafen von Kiveri an Land ging. Tatsächlich finden diese mythologischen Berichte einigen Rückhalt in neueren archäologischen Ergebnissen.
Bereits 1957 hatte Nikolaos Verdelis zwischen Myli und Kiveri ein schon jahrzehntelang bekanntes mykenisches Kammergrab ausgegraben. Dieses war am Thalamos eingestürzt und seit der Entdeckung nach und nach geplündert worden. Die Kammer enthielt neben verstreut liegenden Gebeinen mehrere kleinere Gefäße, darunter einige Miniaturbügelkannen. Aufgrund der Beigaben wurde das Grab auf Spätmykenisch III (1410–1060 v. Chr.) datiert. Zwei weitere beiderseits befindliche ähnliche Gräber waren bereits in der Antike geplündert und zerstört worden. Die genaue Position ist heute nicht mehr bekannt. Im Jahr 1967 wurde von der Ausgrabung von sieben mykenische Kammergräber hinter der großen Kirche in Kiveri berichtet, von denen die Gräber I und IV wahrscheinlich zur Unterbringung von Steinbrucharbeitern dienten. Am Strand von Kyveri und entlang einer Gebäudemauer wurden Überreste römischer Bäder entdeckt. Die inzwischen neun bekannten mykenische Kammergräber, die über zwei Terrassen zwischen der Kirche und dem Schulgelände liegen sind gut erhalten, frei zugänglich und stammen aus dem Späthelladikum (SH III A-B, 1410–1190 v. Chr.). Dabei folgen die Gräber dem dreigeteilten bronzezeitlichen Schema von mykenischen Grabbauten: Nach einem mehrere Meter langen Zugang (dromos) kommt man zu einem schmaleren Eingang (stomion), der nach der Bestattung mit einer Trockenmauer aus unbearbeiteten Feldsteinen verschlossen wurde. Darauf folgt die eigentliche Grabkammer (thalamos) mit grob kreisförmigem oder rechteckigem Grundriss. In Kiveri sind die Zugänge (dromoi) zu den Gräbern teilweise durch moderne Bautätigkeiten verkürzt, insbesondere bei Grab 4. Andererseits besteht Grab 9 lediglich aus einem Zugang (dromos) und blieb unvollendet. Die Nekropole wurde 1965 als archäologische Stätte ausgewiesen und zum historischen Denkmal erklärt.

### Neuzeit
Um das Kastro Kiveriou befand sich im 15. Jahrhundert eine nicht dauerhafte Ansiedlung. Später wurde diese zunächst in die Gegend zwischen dem heutigen Kiveri und Myli verlegt. Diese Siedlung fiel unter die Herrschaft eines türkischen Beamten, der Besitzer des Turms von Kiveri war. Bis zum 17. Jahrhundert veränderte sich die Lage der Siedlung mehrfach in Richtung des heutigen Ortes. In der wasserreichen Gegend um Kiveri wurde eine bedeutende Anzahl von Getreidemühlen betrieben, die als lebenswichtig für die Versorgung Nafplios galten. In dieser Zeit hieß das Dorf Civeri und gehörte zu Argos. Später ist als Ortsbezeichnung Tsiveri bezeugt. Im 18. Jahrhundert war das Gebiet ein türkisches „Landgut“ (türkisch çiftlik, griechisch τσιφλίκι tsiflíki) namens Tsiveria, ein Hinweis auf die Existenz mehrerer Siedlungen. In einem Dokument aus venezianischer Zeit vom Ende des 17. Jahrhunderts sind zwei Siedlungen Civeri Pano (Απάνου Κιβέρι Apanou Kiveri) und Civeri Catou (Κάτου Κιβέρι Katou Kiveri) aufgeführt. Zu dieser Zeit wird die schrittweise Übersiedlung vom Hinterland an den Küstenstandort des heutigen Kiveri angenommen. Bis um 1830 existierten beide Siedlungen nebeneinander. Der englische Archäologe William Martin Leake, der die Morea zwischen 1804 und 1807 bereiste, berichtete von einem Weiler Kiveri mit sechs bis acht Häusern am Hang eines Hügels, der am Meer endete. Auf dem Weg nach Velanidia erreichte Leake ein weiteres Kiveri mit zehn Häusern. Aufgrund der Erwähnung einer Pfarrkirche Agia Kyriaki in Apanou Kiveri wird der Ort dem heutige Spiliotaki zugeordnet. Ende des 19. Jahrhunderts zählte Tsiveri (Τσιβέρι) 373 Einwohner, das im Inland gelegene Paliotsiveri (Παλιοτσιβέρι ‚Alttsiveri‘) war aufgeben.

### Verwaltungsgliederung und Bevölkerungsentwicklung
Nach der Staatsgründung Griechenlands zählte Kyveri (Κυβέρι) von 1834 bis 1840 zur damals nur kurze Zeit existierenden Gemeinde Timenio in der Präfektur Argolis und Korinthia und kam von da an bis 1912 zur Gemeinde Argos. Durch die umfangreiche Neuorganisation der Verwaltungsgliederung 1912 bildete Kyveri eine selbstständige Landgemeinde (Κοινότητα Κυβερίου Kinótita Kyveríou), der auch Myli bis 1928 sowie drei nur zeitweise existierende Siedlungen angehörten. Mit der Umbenennung in Kiveri 1940 war auch die Anerkennung und Eingliederung von Velanidia und Spiliotakis in die Landgemeinde verbunden. In Folge der Auflösung der Präfektur Argolis und Korinthia kam die Landgemeinde 1949 zur neugegründeten Präfektur Argolis. Mit der Gebietsreform 1997 erfolgte die Eingliederung Kiveris zusammen mit drei weiteren Landgemeinden zur neu gegründeten Gemeinde Lerna. Mit der Umsetzung der Verwaltungsreform 2010 wurde diese mit fünf Gemeinden und zwei Landgemeinden als Gemeindebezirk zur neuen Gemeinde Argos-Mykene fusioniert.
Einwohnerentwicklung von Kiveri
| Name        | griechischer Name    | Code       | 1928 | 1940 | 1951 | 1961 | 1971 | 1981 | 1991 | 2001 | 2011 |
| ----------- | -------------------- | ---------- | ---- | ---- | ---- | ---- | ---- | ---- | ---- | ---- | ---- |
| Kiveri      | Κιβέρι (n. sg.)      | 4102050301 | 0506 | 0645 | 0723 | 0760 | 0825 | 1092 | 1034 | 0995 | 0911 |
| Velanidia   | Βελανιδιά (f. sg.)   | 4102050302 | 0117 | 0074 | 0131 | 0144 | 0120 | 0095 | 0102 | 0111 | 0079 |
| Spiliotakis | Σπηλιωτάκης (m. sg.) | 4102050303 | 0140 | 0050 | 0113 | 0111 | 0044 | 0039 | 0038 | 0038 | 0039 |
| Gesamt      | Gesamt               | 41020503   | 763  | 769  | 967  | 1015 | 989  | 1226 | 1174 | 1144 | 1029 |